# Tonga (Mpumalanga)
Pour les articles homonymes, voir Tonga (homonymie).
Tonga est une ville dans le district d'Ehlanzeni dans la province du Mpumalanga en Afrique du Sud.